# Shellbrook-Spiritwood (circonscription saskatchewanaise)
Pour les articles homonymes, voir Shellbrook et Spiritwood.
Circonscription électorale provinciale du Canada
Shellbrook-Spiritwood est une ancienne circonscription électorale provinciale de la Saskatchewan au Canada. Elle est représentée à l'Assemblée législative de la Saskatchewan de 1995 à 2003.

## Liste des députés
| Parlement                                        | Années                              | Député                              | Député                              | Parti                               |
| Shellbrook-Spiritwood                            | Shellbrook-Spiritwood               | Shellbrook-Spiritwood               | Shellbrook-Spiritwood               | Shellbrook-Spiritwood               |
| Circonscription issue de Shellbrook              | Circonscription issue de Shellbrook | Circonscription issue de Shellbrook | Circonscription issue de Shellbrook | Circonscription issue de Shellbrook |
| ------------------------------------------------ | ----------------------------------- | ----------------------------------- | ----------------------------------- | ----------------------------------- |
| 23e                                              | 1995–1999                           |                                     | Lloyd Emmett Johnson (en)           | Néo-démocrate                       |
| 24e                                              | 1999–2002                           |                                     | Denis Allchurch                     | Saskatchewanais                     |
| Circonscription abolie, voir Rosthern-Shellbrook |                                     |                                     |                                     |                                     |